# كوم يعقوب
قرية كوم يعقوب هي إحدى القرى التابعة لمركز أبو تشت في محافظة قنا في جمهورية مصر العربية. حسب إحصاءات سنة 2006، بلغ إجمالي السكان في كوم يعقوب 9337 نسمة، منهم 4448 رجل و4889 امرأة.